# Никитин, Михаил Васильевич (хоккеист)
Михаил Васильевич Никитин (19 ноября 1919 — неизвестно) — советский хоккеист, защитник, нападающий.

## Биография
Выступал за ленинградские хоккейные команды «Дзержинец» (1947/48), ОДО (1948/49 — 1952/53), ЛИИЖТ (1956/57). В чемпионате СССР провёл четыре сезона (1947/48, 1950/51 — 1952/53).
Играл в футбол на позиции полузащитника за ленинградские клубы ДО и «Дзержинец» (1947), «Кировец» (1955—1956, КФК), ДО Выборг (1951—1952, КФК).